# Shape of Despair
Shape of Despair — финская англоязычная группа, играющая в стиле фьюнерал-дум-метал.

## История группы
Прообраз Shape of Despair появился зимой 1995 года после распада первой группы Томи Уллгрена и Ярно Саломаа, специализировавшейся на дэте. Они начали совместное сочинение песен, и постепенно обнаружилась их неуклонная тяга к думу. С появлением барабанщика Тони Мяенсиву проект обрел название Raven. Прошло два года, металлические элементы сменились тягучими клавишными партиями, и команда обрела свой стиль, погружающий слушателя в безграничную печаль. В январе 1998-го музыканты отправились в небольшую студию Arkki, где записали демо Alone in the Mist, содержавшее материал, копившийся с 1995 года. Примерно в это же время в коллективе появилась вокалистка Наталья Сафросскин. На данном этапе участники группы решили, что название Raven не соответствует исполняемой музыке, и в сентябре 1998-го группа получила новое имя — Shape of Despair.
В составе Уллгрен (бас-гитара), Саломаа (гитара, синтезаторы), Ажемин (вокал, Thy Serpent), Сафросскин (вокал) команда записала промоплёнку, которая заинтересовала финскую звукозаписывающую студию Spikefarm Records, основанную ещё одним членом Thy Serpent, Сами Тенецом. После получения контракта в Shape of Despair начались кадровые перестановки — место Ажемина занял Тони Мяенсиву, ударником стал Саму Руотсалайнен, а для придания большей атмосферности музыке группы была приглашена флейтистка Йоханна Ваккури. В таком составе группа отправилась в хельсинкскую студию Hellhole, где под присмотром продюсеров Антти Линделла и Кайде Хинккалы приступила к записи альбома.

### Shades of...(2000)
В результате появился думовый альбом Shades of…. Несмотря на чрезвычайно положительные отклики, Мяенсиву решил завязать с музыкой и ушёл из группы. Для Shape of Despair это явилось большим ударом, но проблему удалось решить с помощью приглашения вокалиста группы Amorphis Паси Коскинена. Также перед записью второго альбома флейтистка Ваккури была уволена, а вместо неё приняли скрипача Тони Раехалме.

### Angels Of Distress(2001)
В отличие от дебютного альбома, Angels of Distress звучал несколько тяжелее. Грохот гитар стал более приглаженным и оставлял достаточное пространство для вокала и клавишных, усиливавших мрачную атмосферу Shape of Despair.
В ноябре 2002 года в коллективе появился бас-гитарист Сами Ууситало, что позволило Томи Уллгрену переключиться на гитару. Из кадровых событий, произошедших за время до начала записи третьего альбома, можно было также отметить исчезновение скрипача Раехалме и смену фамилии Сафросскин на Коскинен.

### Illusion’s Play(2004)
В 2004 году Shape of Despair в очередной раз посетили полюбившуюся им студию Hellhole. При участии всё тех же Хинккалы и Линделла музыканты произвели на свет очередное чрезвычайно печальное и величественное творение — Illusion's Play.

### Shape of Despair (альбом)(2005)
На следующий год команда решила отметить свой десятилетний юбилей и выпустила по этому поводу сборник, в который вошли демо- и ранее нереализованные вещи, а также один свеженький трек. То ли праздник не удался, то ли коллектив настиг творческий кризис, но после этого Shape Of Despair замолчали на целых пять лет…
В 2007 году Группа участвовала в записи трибьюта группы Skepticism, исполнив песню Aether.

### Written in My Scars(2010)
После записи этого мини-альбома вокалист Паси Коскинен объявил о своём уходе. Причиной этого главным образом стал новый проект Паси Ajattara, участие в котором заняло всё его время. Также группа объявила о том, что идёт работа над новым полноформатным альбомом, который увидит свет в 2012 году.
В июле 2011 года группа объявила имя нового вокалиста. Им стал Генри Коивула, который известен по работе в финской dark metal-группе Throes of Dawn. Тем временем музыканты продолжают работать над новым материалом. Теперь коллектив будет выступать в живую: первое шоу Shape Of Despair запланировано на 21 июля 2012 года, оно пройдёт в Турку (Финляндия) в рамках фестиваля Hammer Open Air, а в августе этого же года музыканты отправятся в Чехию на Brutal Assault Festival.

### Shape of Despair / Before the Rain(2011)
В 2011 году Shape of Despair выпускают совместный сплит-альбом с португальской дэт-дум-метал группой Before the Rain, для которого была записана кавер-версия композиции «Estrella» американской дарквейв-группы Lycia.

### Monotony Fields (2015)
15 июня 2015 года на лейбле Season of Mist состоялся релиз альбома Monotony Fields. Запись диска прошла в студиях City Lights Studio и S/Mental Studio в 2013—2014 годах, микширование в студии Studio Fungus, пре-мастеринг — D-Studio, а финальный мастеринг в Finnvox Studio под руководством звукорежиссёра Mika Jussila. Альбом содержит в себе переиздание трека Written in My Scars с одноимённого мини-альбома, выпущенного в 2010 году.

## Состав группы

### Нынешние участники
- Генри Койвула (фин. Henri Koivula) — вокал (2011 — настоящее время)
- Наталья Коскинен (фин. Natalie Koskinen, Сафросскин — девичья фамилия) — вокал (1998 — настоящее время)
- Ярно Саломаа[англ.] — лидер- и акустические гитары, синтезатор (1995 — настоящее время)
- Томи Уллгрен (фин. Tomi Ullgren) — гитара (1995 — настоящее время)
- Сами Ууситало[англ.] — бас, ритм-гитара (2002 — настоящее время)
- Daniel Neagoe— ударные (2015 — настоящее время)

### Бывшие участники
- Tony Mäensivu — ударные, вокал (1998—2001)
- Паси Коскинен[англ.] — вокал (2001—2010)

### Сессионные музыканты
- Miika «Azhemin» Нимела — бас (1998—2004), вокал (по 1998)
- Toni Raehalme — скрипка (на Angels of Distress и на Illusion’s Play)
- Johanna Vakkuri — флейта (1999)
- Aslak Tolonen — кантеле (на Illusion’s Play)

## Дискография

### Студийные альбомы
- Shades of… (2000)
- Angels of Distress (2001)
- Illusion’s Play (2004)
- Monotony Fields (2015)
- Alone in the Mist (2016)
- Return to the Void (2022)

### EP
- Written in My Scars (EP, 2010)

### Сборники
- Shape of Despair (Сборник, 2005)

### Демо
- Alone in the Mist (демо, 1998 — Raven)
- Promo tape (Демо, 1998 — Raven)